# USS Floyd B. Parks (DD-884)
USS Floyd B. Parks (DD-884) là một tàu khu trục lớp Gearing được Hải quân Hoa Kỳ chế tạo vào giai đoạn cuối Chiến tranh Thế giới thứ hai. Nó là chiếc tàu chiến duy nhất của Hải quân Mỹ được đặt theo tên Thiếu tá Thủy quân Lục chiến Floyd B. Parks (1911-1942), phi công đã tử trận trong trận Midway và được truy tặng Huân chương Chữ thập Hải quân. Hoàn tất khi chiến tranh đã kết thúc, con tàu tiếp tục phục vụ trong giai đoạn Chiến tranh Lạnh, Chiến tranh Triều Tiên và Chiến tranh Việt Nam cho đến khi xuất biên chế và rút đăng bạ năm 1973. Nó bị tháo dỡ vào năm 1974.

## Thiết kế và chế tạo
Floyd B. Parks được đặt lườn tại xưởng tàu của hãng Consolidated Steel Corporation ở Orange, Texas vào ngày 30 tháng 10 năm 1944. Nó được hạ thủy vào ngày 31 tháng 3 năm 1945; được đỡ đầu bởi bà Floyd B. Parks, vợ góa Thiếu tá Parks, và nhập biên chế vào ngày 31 tháng 7 năm 1945 dưới quyền chỉ huy của Hạm trưởng, Trung tá Hải quân M. Slayton.

## Lịch sử hoạt động

### 1945 - 1950
Sau khi hoàn tất việc chạy thử máy huấn luyện, Floyd B. Parks di chuyển sang vùng bờ Tây Hoa Kỳ, đi đến cảng nhà mới San Diego vào ngày 16 tháng 11 năm 1945. Nó khởi hành bốn ngày sau đó để hướng sang khu vực Tây Thái Bình Dương, nơi nó tuần tra dọc theo bờ biển Trung Quốc, rồi hoạt động tại khu vực quần đảo Mariana, cho đến khi quay trở về San Diego vào ngày 11 tháng 2 năm 1947. Từ đó cho đến khi Chiến tranh Triều Tiên bùng nổ, con tàu còn có thêm hai lượt phục vụ tại Viễn Đông, hoạt động cùng Đệ Thất hạm đội. Nó quay trở về nhà sau chuyến đi thứ hai vào ngày 13 tháng 6 năm 1950, ngay trước khi quân đội Bắc Triều Tiên vượt vĩ tuyến 38 xâm nhập vào lãnh thổ Nam Triều Tiên. Chiếc tàu khu trục lập tức chuẩn bị để sẵn sàng hoạt động tại Trân Châu Cảng, đề phòng chiến tranh lan rộng. Nó quay trở về San Diego vào ngày 20 tháng 8.

### Chiến tranh Triều Tiên
Khởi hành từ San Diego vào ngày 19 tháng 2, 1951 để đi sang vùng biển Triều Tiên, Floyd B. Parks hoạt động trong thành phần Đệ Thất hạm đội để hỗ trợ cho lực lượng Liên Hợp Quốc trong cuộc chiến. Nó gia nhập lực lượng đặc nhiệm tàu sân bay nhanh vào ngày 16 tháng 3, phục vụ bảo vệ chống tàu ngầm và canh phòng máy bay cho các tàu sân bay trong các chiến dịch không kích dọc bờ Đông bán đảo Triều Tiên; nó cũng dành ra tổng cộng hơn 60 ngày hoạt động bắn phá và phong tỏa cảng Wonsan. Con tàu quay trở về San Diego vào ngày 10 tháng 10, và sau khi được nghỉ ngơi, bảo trì và huấn luyện tại vùng bờ Tây, nó lại lên đường đi sang Viễn Đông vào ngày 31 tháng 5, 1952. Ngoài các hoạt động tương tự tại vùng chiến sự Triều Tiên, chiếc tàu khu trục còn tham gia tuần tra tại biển Đông và eo biển Đài Loan.

### 1954 - 1965

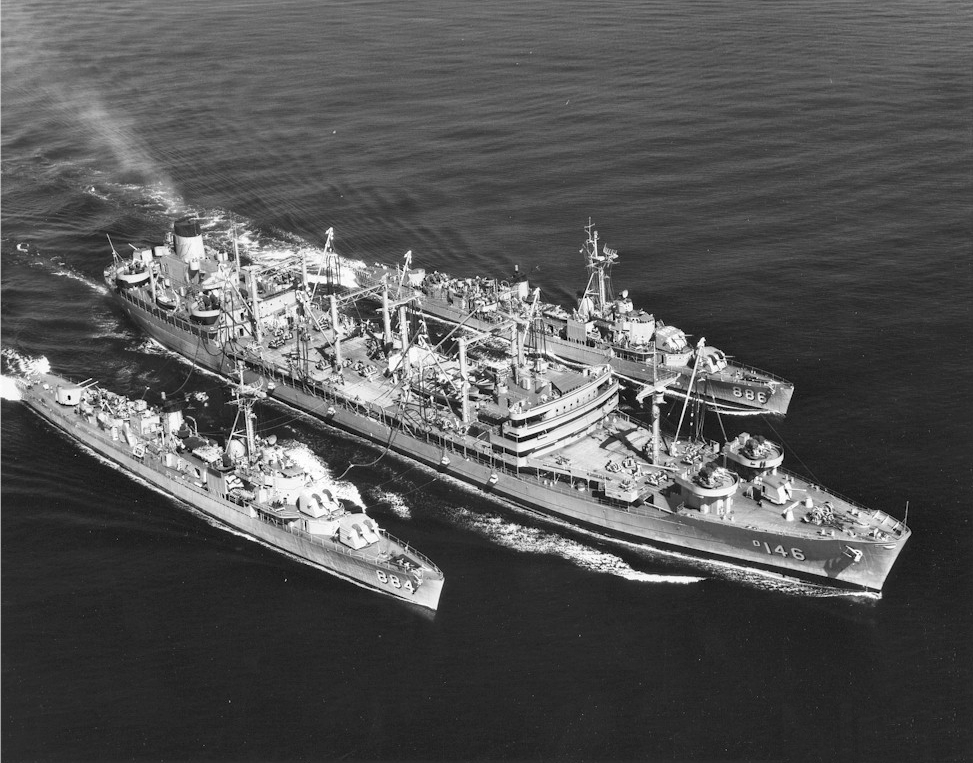
Tàu chở dầu đang tiếp nhiên liệu cho Floyd B. Parks và, cuối thập niên 1950.

Trong chuyến đi sang khu vực Tây Thái Bình Dương vào năm 1955, Floyd B. Parks hỗ trợ cho việc triệt thoái lực lượng Quốc Dân đảng khỏi quần đảo Đại Trần trong vụ Khủng hoảng eo biển Đài Loan lần 1. Khi có mặt tại Viễn Đông lần tiếp theo vào năm 1956, nó mắc tai nạn va chạm với tàu tuần dương hạng nặng Columbus (CA-74) vào ngày 11 tháng 3, khiến hai thành viên thủy thủ đoàn thiệt mạng và chiếc tàu khu trục mất một đoạn mũi tàu dài 40 foot (12 m). Nỗ lực của đội kiểm soát hư hỏng đã giúp nó ngăn được việc ngập nước và quay trở về căn cứ vịnh Subic, Philippines để sửa chữa tạm thời.
Quay trở về Xưởng hải quân Long Beach, California vào ngày 14 tháng 5, 1956, phần mũi bị hư hại của Floyd B. Parks' được thay thế bằng mũi của chiếc USS Lansdale chưa hoàn tất. Sau khi hoàn thành việc sửa chữa đồng thời bổ sung những thiết bị mới, chiếc tàu khu trục quay trở lại nhịp điệu phục vụ luân phiên tại vùng bờ Tây và khu vực Tây Thái Bình Dương cho đến năm 1962.
Floyd B. Parks' được sửa chữa và nâng cấp trong khuôn khổ Chương trình Hồi sinh và Hiện đại hóa Hạm đội (FRAM: Fleet Rehabilitation and Modernization). Chương trình này nhằm mục đích kéo dài vòng đời hoạt động thêm 10 đến 20 năm, đồng thời nâng cao năng lực tác chiến. Nó rời Xưởng hải quân Puget Sound vào tháng 2, 1963 với một cầu tàu mới, những thiết bị điện tử, radar và sonar hiện đại, trang bị thêm tên lửa chống ngầm RUR-5 ASROC, cùng hầm chứa và sàn đáp để vận hành máy bay trực thăng không người lái chống tàu ngầm Gyrodyne QH-50 DASH.

### Chiến tranh Việt Nam
Floyd B. Parks đã tham gia các hoạt động tác chiến trong khuôn khổ cuộc Chiến tranh Việt Nam. Nó hiện diện tại vùng biển Việt Nam trong bốn đợt hoạt động: từ tháng 9, 1966 đến tháng 3, 1967; từ tháng 12, 1969 đến tháng 8, 1970; từ tháng 2 đến tháng 8, 1971; và từ tháng 6, 1972 đến tháng 1, 1973. Trong các giai đoạn này, nó phục vụ hộ tống chống tàu ngầm và canh phòng máy bay cho các tàu sân bay hoạt động tại Trạm Yankee trong vịnh Bắc Bộ; phục vụ tìm kiếm và giải cứu (SAR: Search and Rescue) những phi công bị bắn rơi; tham gia các Chiến dịch Sea Dragon và Market Time nhằm ngăn chặn việc vận chuyển vũ khí và tiếp liệu bằng đường biển từ Bắc vào Nam Việt Nam; cũng như các nhiệm vụ hỗ trợ hải pháo cho hoạt động tác chiến trên bộ.
Floyd B. Parks được cho xuất biên chế đồng thời tên nó cũng được cho rút khỏi danh sách Đăng bạ Hải quân vào ngày 2 tháng 7, 1973. Con tàu bị bán để tháo dỡ vào ngày 29 tháng 4, 1974.